# グラビティ (バンド)
グラビティは、日本のヴィジュアル系ロックバンド。

## 概要
2017年に結成。同年9月24日に始動ライブを行う。ノリの良い楽曲に合わせた多彩なシンセサイザーに加え、ボーカルのストレートな心情を飛ばす、ざっくばらんな歌詞が魅力。作詞作曲は、主に六とmyuが行っている。
バンド名の由来は、音を通して自分達が現在で抱えている「重さ」をストレートに伝え、オーディエンスを惹きつけるという想いからつけられた。
2018年11月、3rd SINGLEの発売に合わせてバンド名を「グラビティ↗↗楽しさ♪FULLVOLTAAAGE!!!」に改名。それに伴いメンバーの名前も一時的に変更している。2022年9月に始動時の「グラビティ」に再度改名。ファンの名称は「STRANGER」。

## メンバー
六（ろく、10月17日 - ）
- ヴォーカル担当。千葉県出身。血液型はO型。

杏（あん、4月10日 - ）
- ギター担当。宮城県塩竈市出身。血液型はO型。

myu（みゆ、11月23日 - ）
- ギター担当。茨城県出身。血液型はO型。

リクト。（りくと、9月16日 - ）
- ベース担当。愛知県出身。血液型はAB型。

社長（しゃちょう、2月22日 - ）
- ドラムス担当。東京都出身。血液型は不明。

## 結成
- 六が高校生の時に共通の知り合いを介してmyuと出会いバンドを始める。その後ヴィジュアル系セッションを何度か繰り返しながら、リクト。、杏、社長の順でメンバーが集まり、2016年に今のグラビティとなる。2017年から何度かのシークレットライブを経て同年9月24日に池袋EGDEで行われた対バンにて始動ライブを行う[7]。
- メンバーそれぞれが様々な音楽的ルーツを持ち、売れる！という目標を持って結成[8]。
- 「音楽の趣味が合う人同士としてマッチングアプリで知り合い結成した」という内容が掲載されることがあるが、こちらは六がインタビューで話した冗談である。

## 略歴
- 2017年
  - 9月5日：「始動祈願!!意味不明だけどRTされた分だけ高い山登ります。そして山頂でSNOW撮ります企画!!」を開催。金時山を登頂する[9]。
  - 9月24日：rivabook主催「オールカマー～40min~」（池袋EDGE）にてオープニングアクトとして初ライブを行う。同公演にて始動記念 MINI ALBUM「売れたい!!」を発売[10]。
- 2018年
  - 1月13日：「RTでメンバーを救済!?100kmタスキリレー！」を開催。RT数に応じてメンバーの走る距離が変動する。結果28.5kmを走った[11]。
  - 6月17日：初の流通となった2nd SINGLEの「グララブ!!」にてインディーズオリコンチャート7位を記録[12]。
  - 8月7日：「【beauty;tricker】～渋谷が大変2018～」に出演。Spotify O-Crestにてトリを務める[13]。
  - 11月21日：3rd SINGLE「人生カワタニエン」の発売に合わせてバンド名を「グラビティ↗↗楽しさ♪FULLVOLTAAAGE!!!」に改名[14]。
  - 12月18日：3rd SNIGLE「人生カワタニエン」にてインディーズオリコンチャート5位を記録[15]。
- 2019年
  - 2月3日：ホストTVとコラボをした「酔っぱらぱっぱー」のMVを公開[16][17]。
  - 3月18日：リクト。が歌い手[18]として、杏がYouTuber[19]としてデビュー[20]。
  - 5月1日：「深夜のキックベース大会」と称して東京ドームにてファンミーティングを開催[21]。
  - 5月7日：4th SINGLE「一生＋TAX」にてオリコンデイリーランキング4位を記録[22]。
  - 6月～7月：グラビティ×YouTuberのコラボ企画で「#MONSTERのCM作ってみた」を行う。（グラビティ official Youtubeにて閲覧可能）
  - 7月30日： Shibuya O-WESTにて「負け組」~1000円払ってでも見て貰いたい価値がここにある~を開催。来場者全員に1000円をプレゼントする[23]。
  - 8月7日：「【beauty;tricker】～渋谷が大変2018～」に出演[24]。
  - 8月9日：BugLugが主催する「バグサミ 2019」に出演[25]。
  - 8月13日：池袋BlackHoleにて専修大学との合同実験LIVEを行う[26]。
  - 8月26日：「グラビティを老若男女認知への道計画」と称して クラウドファンディングを行う[27]。
  - 10月：ジェラッテリア　ソッリーゾとコラボを行い、「グラビティ↗︎↗︎楽しさ♪FULLVOLTAAAGE!!!味」が期間限定で販売される[28]。
  - 12月21日：Cure Vol.197 2020年2月号にて初の巻頭を飾る[29]。
- 2020年
  - 3月7日：LINE LIVEにて24時間配信を行う[30]。
  - 2月20日：メンバー全員がソロデビューを果たし、それぞれのシングルをリリース[31][32]。
  - 4月28日：「消化されない栄養」をデジタルリリース。値段は定められておらず0円からでも購入可能[33]。
- 2021年
  - 5月10日：メイドカフェめいどりーみんにてコラボカフェを行う。
  - 5月14日：アパレルブランド「CIVARIZE」とコラボを行う。企画から参加したBIGコラボTシャツを発売[34]。
  - 8月7日：BugLugが主催する「バグサミ 2021」に出演。[35]。
  - 10月15日：KANSAI ROCK SUMMIT’21 REVENGE!!EXPLOSION CIRCUIT vol.9に出演。
  - 11月21日：myu生誕祭ライブのオープニングアクトとして、グラビティの前身のセッションバンド「TMGセッション」が限定復活[36]。
  - 12月28日：グラビティ初となるコラボSINGLE「Karma」を発売。グラビティとBabyKingdom 咲吾、シェルミィ 豹、ビバラッシュ るいまるとのfeaturing[37]。
- 2022年
  - 2月11日：アパレルブランド「DOROBANA.inc」とコラボを行う。メンバー別にアイテムを制作[38]。
  - 5月31日：初のフルアルバム「バン × U in 力」をリリース。収録曲『Your war.』にてVINANSHI 絢瀬ナナと界隈を超えたコラボを行う[39]。
  - 8月18日：リクト。がソロ写真集を発売[40]。
  - 9月3日：BugLugが主催する「バグサミ 2022」にKiDのサポートベースとしてリクト。が出演[41]。
  - 9月4日：正式名称を「グラビティ↗↗楽しさ♪FULLVOLTAAAGE!!!」から始動時の「グラビティ」へと再度改名[42][43]。
  - 10月：47都道府県ツアー「ピカピカフラッシュ」を開催。2022年10月から2023年3月までの約半年間で計60本以上のライブを行った。
- 2023年
  - 2月12日：littleHEARTS.仙台店の閉店に伴い「おもてなし芋煮会」を開催。東北出身のバンドマンから食材を募る[44]。食材提供をしたバンドマン一覧（NIGHTMARE YOMI aka TAKE NO BREAK 淳、DOG in Theパラレルワールドオーケストラ メイ、DaizyStripper 夕霧、3470.mon 平一洋、ν (バンド)[NEU] つばさ/タクミ、ネオグラフ、Jin-Machine 閣下、ウェンズデー 殺女黒十字まこ、ミスイ 柳、ミスイ 天音、東京インフェルノ 龍炎寺 烈火、LIQUID hibari、ZOMBIE REIKA）
  - 4月3日：47都道府県ツアー「ピカピカフラッシュ」のファイナル公演にて、自身初のZepp DiverCity(TOKYO)でのライブを開催。
  - 6月4日：KANSAI ROCK SUMMIT’23 EXPLOSION CIRCUIT vol.11に出演。
  - 9月15日：ユナイテッド・シネマアクアシティお台場にて、Zepp公演「電撃スクリーンショット」の映像を劇場先行上映[45]。
  - 9月25日：「6 ANNIVERSARY TOUR NecRomance -REVIVE-」ツアーのファイナル公演をZepp Haneda (TOKYO)にて開催。
  - 10月：myuが検査入院。その後回復が見られず長期の入院となった。これに伴いmyuを除く4人でライブを行う[46][47]。
  - 12月：myuが退院[48]。
  - 12月31日：DEZERTが主催する「V系って知ってる！ -VISUAL ROCK COUNT DOWN 寸前GIG 2023-」に出演[49]。
- 2024年
  - 1月4日：新年一発目のワンマンライブにてmyuが復帰[50]。
  - 3月21日：「52Hzの流星群」ツアーのファイナル公演をZepp DiverCity(TOKYO)にて開催 [51]。
  - 8月7日：16thシングル「チケ発大闘争!!」より『リ嘘ノ愛テ』がLINEマンガ、LINEMUSIC、LINEVOOMの共同プロジェクト「マンガMV」にて使用される。コラボ漫画は「藤堂司の恋愛事情」[52]。
  - 8月19日：BugLugが主催する「バグサミ 2024」に出演[53]。